# Denominação de origem protegida

Versão portuguesa do logotipo que acompanha os produtos com Denominação de Origem Protegida (DOP) pela União Europeia.

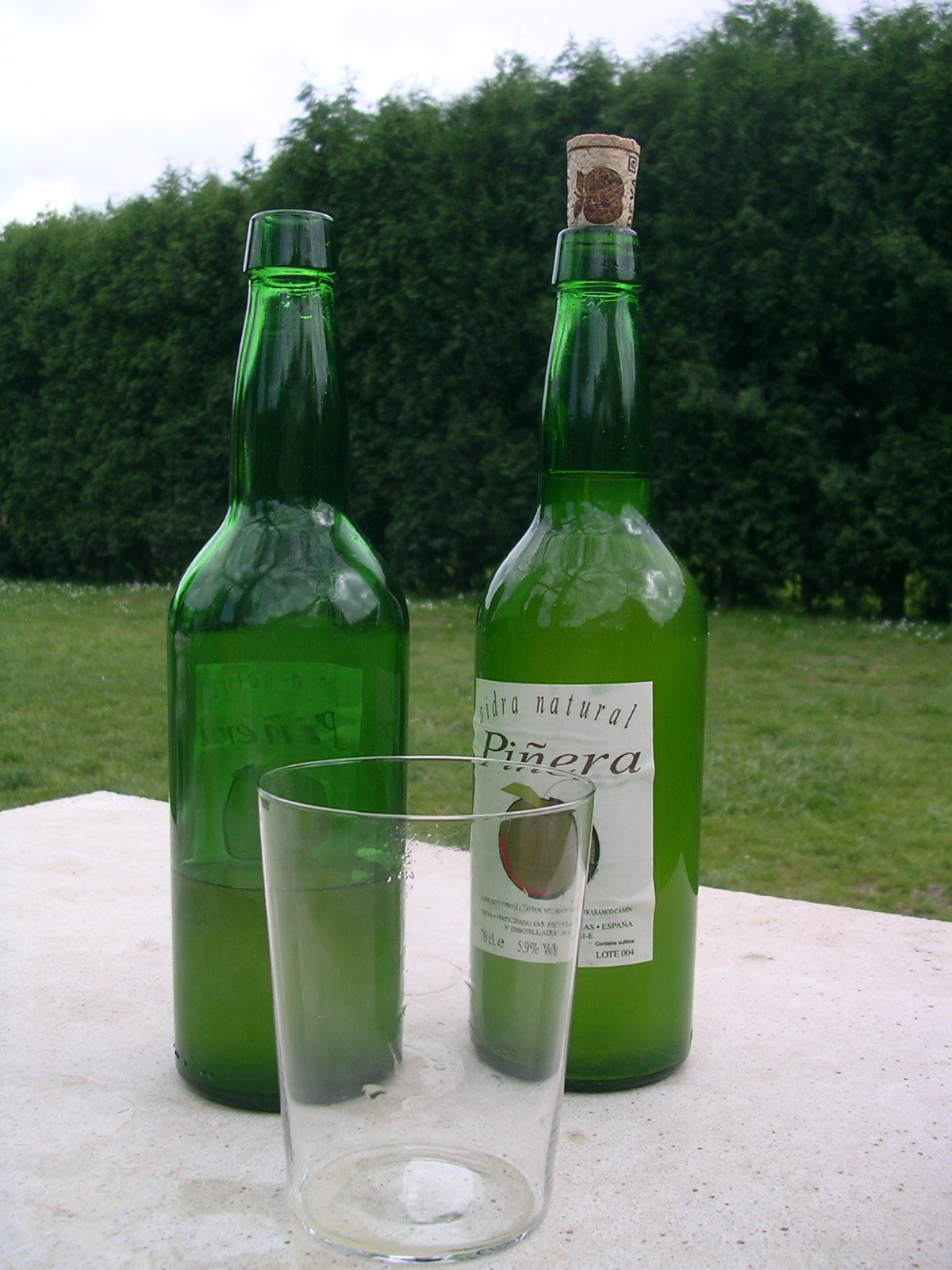
Sidra Natural Piñera, DOP

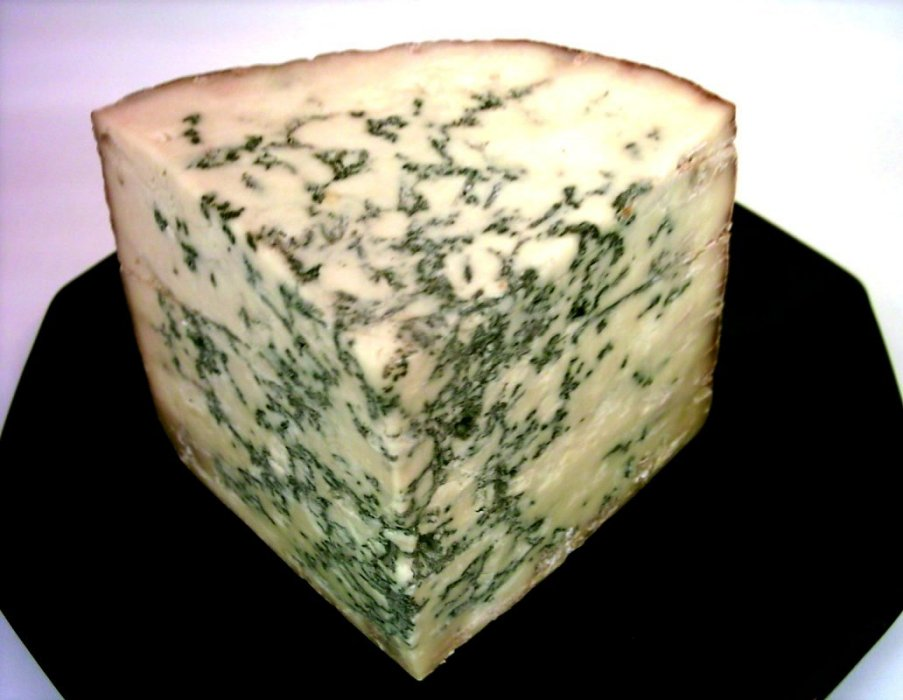
Queijo Stilton Azul, DOP

A denominação de origem protegida (DOP) são indicações geográficas definidas na legislação da União Europeia (UE) para proteger nomes das cozinhas regionais. A Lei, que vem sendo paulatinamente expandida para outros países da UE e não-UE devido aos acordos bilaterais, certifica que apenas os produtos genuinamente originados em determinada região podem ser por eles comercializados e assim denominados. Essa Lei protege os nomes de vinhos, queijos, presuntos, embutidos (linguiças), azeites, cervejas, pães regionais, frutas e vegetais.
Na sua essência, a denominação de origem protegida consiste na utilização do nome de uma região ou localidade, ou em casos excepcionais de um país, para designar um produto dela originário cujas características são devidas ao meio geográfico específico, aí se compreendendo os factores naturais e humanos. O uso de uma tal denominação confere aos seus detentores um direito específico de propriedade industrial, sobrepondo-se e eliminando qualquer marca que utilize ou evoque a mesma designação.

## Regulamentação
A regulamentação é similar à Denominação de Origem, mas exclui os vinhos e algumas bebidas, excepto o vinagre de vinho, já que aqueles produtos têm regulamentação europeia específica com os mecanismos VQPRD, DOC, Denominação Geográfica, AOC, DOCG, entre outros. Entre os produtos protegidos por este mecanismo estão os queijos, as carnes e seus derivados, frutos, verduras, cereais, produtos de pastelaria (massas), óleos vegetais, azeite e azeitonas, mel e cerveja e certos tipos de bebidas.
Do ponto de vista jurídico, a DOP consiste num mecanismo protecção das indicações geográficas e denominações de origem dos produtos agrícolas e dos géneros alimentícios da União Europeia e dos países do Espaço Económico Europeu resultante da aplicabilidade directa em todos os Estados Membros da União do Regulamento (CEE)
Para além das DOP, a regulamentação europeia atrás referida cria ainda as seguintes indicações geográficas correlatas:
- Indicação Geográfica Protegida (IGP), quando as características diferenciadoras dos produtos são directamente atribuíveis ao contexto geográfico da região de origem;
- Especialidade Tradicional Garantida (ETG), quando é garantido um produto ou um processo tradicional de produção desligado de uma origem geográfica determinada.

## Produtos DOP
É o exemplo do champanhe que só podem ser assim chamados aqueles vinhos que foram produzidos na região de Champagne (França). Qualquer outro tipo de vinho produzido em condições semelhantes deve atender por outra denominação como é o caso do Prosecco produzido na região do Veneto (Itália), que tem as mesmas características do champanhe francês. Da mesma forma, a denominação "Prosecco" é exclusiva dessa região italiana. Produtos como os queijos Gorgonzola, Parmigiano Reggiano, Asiago, Camembert da Normandia somente podem receber esse nome se forem produzidos nas regiões designadas. Para qualificar o Roquefort o queijo deve ser produzido com o leite de uma determinada criação de ovelhas, maturados naturalmente nas "caves" próximas da cidade de Roquefort, na região de Aveyron (França), e infectado com o fungo "Penicillium Roqueforti" que cresce nessas "caves".
Outros exemplos de produtos DOP
- Espanha:
- Jamón de Teruel y Jamón de Trevélez.
- Jamón ibérico de Guijuelo
- Jamón ibérico de Jabugo
- Jamón ibérico Dehesa de Extremadura
- Jamón ibérico Los Pedroches

- Finlândia:
- Pastel da Carélia

- França:
- Champagne
- Camembert de Normandie
- Roquefort

- Itália:
- Prosecco
- Queijo Parmigiano Reggiano
- Queijo Gorgonzola
- Vinagre Balsâmico de Modena
- Basilicão Genovês
- Azeite Chianti Clássico
- Queijo Mozzarella de Búfala Campana
- Tomate de San Marzano
- Presunto de Parma
- Queijo Pecorino Romano